# Alfred Kastler
Alfred Kastler (3. května 1902, Guebwiller – 7. ledna 1984) byl francouzský fyzik německého původu. V roce 1966 obdržel Nobelovu cenu za fyziku za objev a rozvoj optických metod a studium hertzovských rezonancí v atomech.
Studoval v lyceu Bartholdi v Colmar, v Alsasku a potom od roku 1921 na École Normale Supérieure v Paříži. Po studiích, v roce 1926 začal učit fyziku v lyceu v Mulhouse a pak na univerzitách v Bordeaux, Clermont-Ferrand a Lovani. Pak se vrátil na École Normale Supérieure, když mu to nabídl Georges Bruhat. Učil zde poté v letech 1941–1968. Po obdržení Nobelovy ceny v roce 1966 byl prezident výboru Institut d'optique théorique et appliquée. V letech 1968-1972 byl ředitelem Národního centra vědeckého rozvoje. Angažoval se v hnutí za jaderné odzbrojení.
Vytvořil metodu "podráždění" atomů světelnými nebo rádiovými vlnami. Takto "podrážděné" atomy dosáhnou vyšších energetických stavů. Kastlerovi šlo o studium struktury atomu, ale shodou okolností touto technikou otevřel cestu vývoji maseru a laseru.
Spolupracoval s Jeanem Brosselem na výzkumu v oblasti kvantové mechaniky a spektroskopii. Čtyřicetiletá práce dvojice Kastler a Brossel ovlivnila mnoho mladých fyziků ve Francii. Po dvojici byly v roce 1994 přejmenovány laboratoře na Laboratoire Kastler - Brossel.